# Лежень заїрський
Лежень заїрський (Burhinus vermiculatus) — вид сивкоподібних птахів родини лежневих (Burhinidae).

## Поширення
Птах поширений в Субсахарській Африці. Трапляється неподалік озер, річок, лиманів.

## Опис
Птах завдовжки 38-41 см, вагою 290—320 г. Забарвлення сіро-коричневе з світло-сірими смужками. Черево, горло та коротка надбрівна смуга білі. Груди рябі. Дзьоб міцний, чорного кольору з жовтою основою.

## Спосіб життя
Активний вночі. Живиться комахами, ракоподібними, молюсками. Сезон розмноження припадає на суху пору року. Моногамний птах. Яйця відкладає у ямку в піщаному або кам'янистому ґрунті поблизу води. У кладці два пісочно-жовті яйця. Інкубація триває 22-25 днів. Обидва батьки піклуються про пташенят.